# Episodi di Celebrity Deathmatch (sesta stagione)
La sesta stagione della serie animata Celebrity Deathmatch, composta da 8 episodi, è stata trasmessa negli Stati Uniti, da MTV, dal 9 febbraio al 30 marzo 2007.
In Italia è stata trasmessa dal 19 marzo al 7 maggio 2007 su MTV.
| nº | Titolo originale                      | Titolo italiano                            | Prima TV USA     | Prima TV Italia |
| -- | ------------------------------------- | ------------------------------------------ | ---------------- | --------------- |
| 1  | The Beginning of Celebrity Deathmatch | Una nuova stagione di Celebrity Deathmatch | 9 febbraio 2007  | 19 marzo 2007   |
| 2  | Vaughn vs. Wilson                     | Vaughn vs Wilson                           | 16 febbraio 2007 | 26 marzo 2007   |
| 3  | The Banter Bloodbath                  |                                            | 23 febbraio 2007 | 2 aprile 2007   |
| 4  | King of the Lil' People               |                                            | 2 marzo 2007     | 9 aprile 2007   |
| 5  | Celebrity DeathMash                   |                                            | 9 marzo 2007     | 16 aprile 2007  |
| 6  | What Did Nick Do?                     | Cos'ha fatto Nick                          | 16 marzo 2007    | 23 aprile 2007  |
| 7  | Where's Lohan?                        | Dov'è Lohan                                | 23 marzo 2007    | 30 aprile 2007  |
| 8  | Barry vs. Bud                         | Barry vs Bud                               | 30 marzo 2007    | 7 maggio 2007   |

## Una nuova stagione di Celebrity Deathmatch
Mischa Barton vs. Kristin Cavallari, Jake Gyllenhaal vs. Tobey Maguire, Nick Cannon vs. Wilmer Valderrama

## Vaughn vs Wilson
Mike Jones vs. Paul Wall, Andy Milonakis vs. Steve-O, Owen Wilson vs. Vince Vaughn

## The Banter Bloodbath
Chris Rose vs. Rob Dibble vs. John Salley vs. Rodney Peete, Carson Daly vs. Jimmy Kimmel, Tina Fey vs. Jon Stewart

## King of the Lil' People
Bow Wow vs. Lil' Romeo, Lil' Flip vs. Lil' Wayne, Lil' Jon vs. Lil' Kim

## Celebrity DeathMash
Carlos Mencia vs. Dave Chappelle, Ashlee Simpson vs. il suo vecchio naso, Ludacris e Criss Angel vs. R. Kelly e Kelly Clarkson

## Cos'ha fatto Nick
Adrian Grenier vs. Jeremy Piven, Rev Run vs. Russell Simmons, Orlando Bloom vs. Johnny Depp

## Dov'è Lohan
Jessica Simpson vs. Nick Lachey, 50 Cent vs. The Game, Hilary Duff vs. Lindsay Lohan

## Barry vs Bud
Anna Kurnikova vs. Danica Patrick, Chris Pontius vs. Mark Zupan, Barry Bonds vs. Bud Selig